# Maks Tušak
Maks Tušak slovenski psiholog, * 1947, Ravne na Koroškem, FLRJ, † 27. oktober 2008.
Deloval je kot profesor za področje klinične psihologije na Filozofski fakulteti v Ljubljani

## Življenje in delo
Maks Tušak se je rodil leta 1947 v Ravnah na Koroškem, kjer je obiskoval osnovno šolo in gimnazijo. Leta 1977 je postal asistent za klinično psihologijo na Filozofski fakulteti. Leta 1986 je napredoval na položaj docenta, leta 2000 pa je postal redni profesor za področje klinične psihologije.
Na mednarodni univerzi v Luganu je bil tri leta nosilec predmeta psihodiagnostika. Sodeloval je v podiplomskih študijih na Medicinski fakulteti, na Biotehniški fakulteti, Fakulteti za šport in Pedagoški fakulteti v Ljubljani. Na Fakulteti za šport je ustanovil psihodiagnostični laboratorij in bil nekaj let njegov vodja. Več kot dvajset let je sodeloval pri psihični pripravi številnih državnih reprezentanc in bil v strokovnih timih, ki so dosegli medalje na olimpijskih igrah in svetovnih prvenstvih. Med drugimi je sodeloval z  Bogdanom Norčičem, Primožem Ulago, Miranom Tepešem, Rokom Petrovičem, Francijem Petkom...
Neizbrisen pečat je pustil tudi z delom v Psihološki študentski svetovalnici na Filozofski fakulteti, kjer je desetletja pomagal številnim študentom v stiskah. Za svoje delo je prejel veliko priznanje Filozofske fakultete. Bil je tudi predsednik Strokovnega sveta RS za splošno izobraževanje na takratnem Ministrstvu za šolstvo in šport. Njegova strast je bila psihologija živali, katere izraz sta tudi knjigi Psihologija konja in Človek in žival: zdrava naveza. Skupaj z eno od hčerk, tudi psihologinjo, sta orala ledino na področju z živalmi podprte psihoterapije (AAT) v Sloveniji. Na Oddelku za psihologijo je predaval tudi Komparativno psihologijo. Posebej rad je imel konje. Ostale so anekdote in spomini na dogodke in goreče razlage v zvezi s konji in kasaškimi dirkami.
Njegovo delo nadaljuje sin Matej Tušak.